# Dominicus Zawřel
Dominicus Zawřel OCist (* 1725 in Chodov, Böhmen als Johannes Chrysostomus Zawřel; † 13. Mai 1799 in Casamari, Veroli, Italien) war ein römisch-katholischer Ordenspriester, Prior, Novizenmeister des Klosters Casamari und Märtyrer. Er wird in der römisch-katholischen Kirche als Seliger verehrt.

## Leben
Zawřel war zunächst Dominikaner in Prag, ehe er nach einer Reise nach Rom am 5. Juni 1776 das Noviziat bei den Zisterziensern von Casamari begann. Am 6. Juni 1777 legte er seine Profess ab. Als Prior und Novizenmeister war er Anhänger einer strengeren Observanz der Benediktsregel. Als er 1797 von den klösterlichen Ämtern aus gesundheitlichen Gründen zurücktreten wollte, lehnte sein Abt Romualdo Pirelli diesen Wunsch ab.
Am 13. Mai 1799 drangen circa 20 Soldaten der französischen Revolutionsarmee bei ihrem Durchmarsch in die Abtei ein, um sie zu plündern. Zawřel wurde in der Kapelle der Krankenstation mit einem weiteren dort betenden Mönch, Albertin Maisonade, von den Soldaten mit Säbelhieben und Bajonetten getötet. Die Soldaten ermordeten insgesamt vier weitere Mönche von Casamari. Zawřel wurde in der Abteikirche von Casamari begraben.

## Verehrung und Seligsprechung
Am 26. Mai 2020 sprach Papst Franziskus Zawřel und fünf weitere Märtyrer von Casamari den sogenannten heroischen Tugendgrad zu. Am 17. April 2021 wurde Zawřel mit seinen fünf Leidensgenossen durch Marcello Semeraro, Präfekt der Kongregation für die Selig- und Heiligsprechungsprozesse, seliggesprochen, der in seiner Predigt die Märtyrer als „Zeugen der Liebe Jesu“ bezeichnete.